# 로니 드루

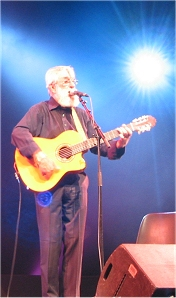
로니 드루 2004년

조지프 로널드 '로니' 드루(Joseph Ronald 'Ronnie' Drew, 1934년 9월 16일 ~ 2008년 8월 16일)는 아일랜드의 포크 가수이다. 퍼스트 네임(세례명)은 조지프(Joseph)이지만 가운데 이름인 로널드(Ronald)를 줄여서 로니(Ronnie)를 이름으로 썼다.
1950년대에 스페인으로 가서 영어를 가르치며 스페인어와 기타를 배웠다. 1962년에 아일랜드에서 더 더블리너스 멤버로 데뷔하였다. 더 더블리너스에서 기타와 플라멩코 기타를 담당하였고, 루크 켈리와 함께 리드 보컬을 번갈아가며 불렀다. 1974년에 그룹을 탈퇴하고 솔로 가수로 활동하다가 1979년에 그룹에 복귀했으나 1996년에 다시 탈퇴하였다. 이후 계속 솔로 가수로 활동하였고, 2002년에 40주년 기념 행사 때는 더 더블리너스에 복귀하였다. 2008년에 세상을 떠났다.